# Krzysztof Ząbkiewicz
Krzysztof Ząbkiewicz (ur. 17 marca 1981 w Sanoku) – polski hokeista. Trener hokejowy.
Syn Józefa (nauczyciel, dziennikarz) i brat Mirosława (dziennikarz sportowy).

## Kariera
Wychowanek STS Sanok. W wieku 15 został zawodnikiem Szkoły Mistrzostwa Sportowego (SMS) w Nowym Targu. Następnie był zawodnikiem SMS Sosnowiec. Absolwent NLO SMS PZHL Sosnowiec z 2000. Był kadrowiczem juniorskich reprezentacji Polski do lat 16, do lat 18, w barwach której uczestniczył w turnieju mistrzostw Europy juniorów do lat 18 w 1998 (Grupa B, była to ostatnia edycja ME) oraz do lat 20. Po 2000 roku występował w macierzystym klubie z Sanoka, po przekształceniu działającym jako SKH i KH Sanok. Po sezonie 2006/2007 zakończył karierę zawodniczą.
Ukończył studia wyższe na Akademii Wychowania Fizycznego im. Bronisława Czecha w Krakowie. Po zakończeniu kariery zawodniczej został trenerem hokejowym. Prowadził drużyny juniorskie klubu Ciarko PBS Bank KH Sanok, dwukrotnie zdobywając mistrzostwo Polski), został trenerem drużyny UKS Niedźwiadki MOSiR Sanok. Ten sukces osiągnął po raz trzeci z zespołem UKS Niedźwiadki MOSiR Sanok w 2019. Był także asystentem pierwszego trenera kadry Polski do lat 18. Został także sędzią hokejowym.

## Osiągnięcia
Zawodnicze reprezentacyjne
- Brązowy medal młodzieżowych mistrzostw Europy

Szkoleniowe klubowe
- Złoty medal mistrzostw Polski juniorów starszych: 2014, 2015 z KH Sanok, 2019 z UKS Niedźwiadki MOSiR Sanok
- Złoty medal mistrzostw Polski juniorów młodszych: 2021[8]

Wyróżnienie
- Najlepszy trener juniorów w plebiscycie „Hokejowe Orły”: 2014[9]